# The Best of The Korgis
The Best of The Korgis è il primo album di raccolta del gruppo musicale britannico The Korgis, pubblicato nel 1983.

## Tracce

### Lato A
1. Everybody's Got to Learn Sometime – 4:13
2. If I Had You – 3:54
3. All the Love in the World – 3:38
4. I Just Can't Help It – 3:44
5. If It's Alright With You Baby – 4:01
6. That Was My Big Mistake – 4:01
7. Wish You A Merry Christmas (Nella riedizione giapponese del 1988 Christmas In Japan; durata 2:14) – 2:55

### Lato B
1. Domestic Bliss – 3:15
2. O Maxine – 2:39
3. Don't Say That It's Over – 2:46
4. Drawn and Quartered – 3:17
5. It's No Good Unless You Love Me – 3:22
6. Rover's Return – 3:31